# زیردریایی کلاس-او (ایالات متحده آمریکا)
زیردریایی کلاس-او (ایالات متحده آمریکا) (به انگلیسی: United States O-class submarine) یک کلاس از زیردریایی است که طول آن ۱۷۳ فوت ۴ اینچ (۵۲٫۸۳ متر) می‌باشد.